# Hülya Vurnal İkizgül
Hülya Vurnal İkizgül (Estambul, 1966) es una ceramista, mosaiquista y escultora turca.

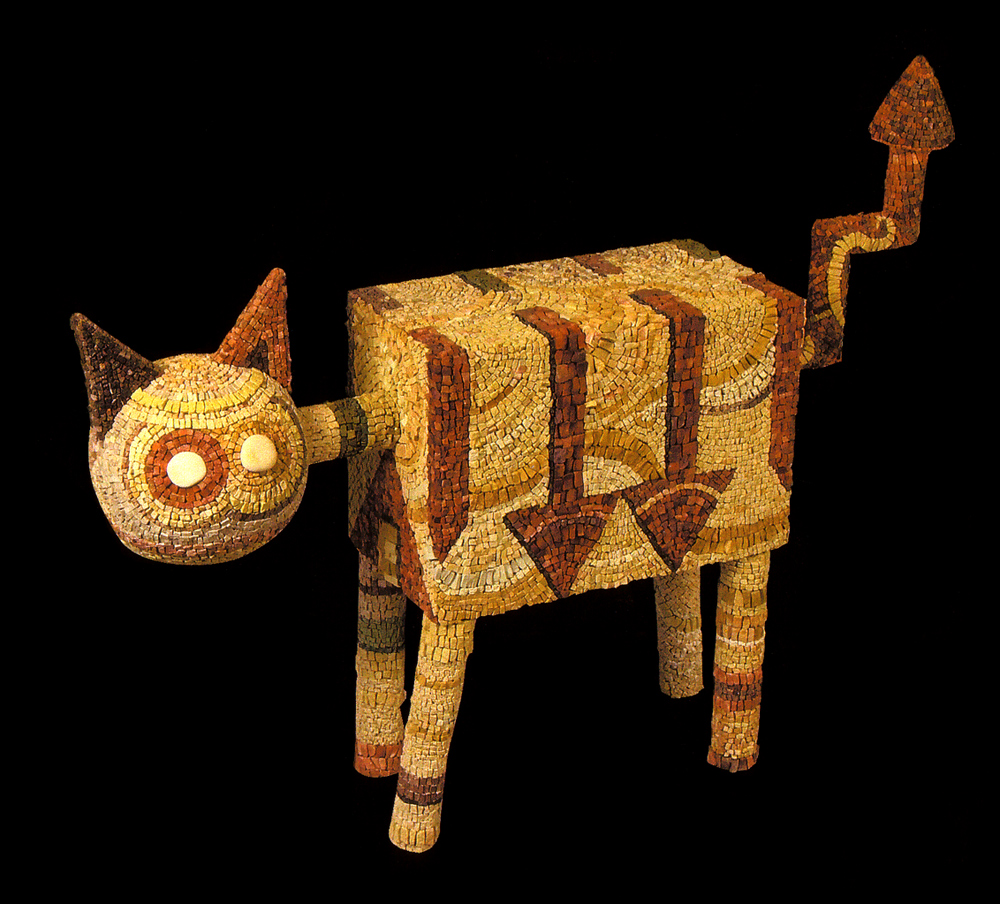
El gato
escultura mosaico

## Datos biográficos
Graduada en la Facultad de Bellas Artes en la Universidad de Mármara en Estambul en 1990. Hizo su maestría en la misma facultad. Ella trabajó en el Taller de Pintura Mural, bajo el dirección de Mustafa Pilevneli. Recibió su maestría con la tesis titulada El arte del mosaico y los mosaicos de Bedri Rahmi - Eren Eyuboglu.
Según los críticos, "entre los dedos, la más pequeña piedra se torna mágica, y cuando se reúnen cientos de diferentes tamaños y colores, genera magníficos mosaicos policromados."
Las obras plásticas son presentadas en compañía de poemas y canciones compuestas por la misma autora, que también es un artista que se expresa en el campo de la música y la poesía; el conjunto adquiere la fuerza de un trabajo completo pleno de ecos y correspondencias, con el fin de lograr de mejor manera el ideal resumido en la máxima "vivir como en un sueño."
Del 13 al 29 de octubre de 1992, se inauguró una exposición de pinturas y esculturas mosaicos en un marco histórico, la Museo Basílica de Hagia Sophia (Santa Sofía) en Estambul.
Del 1 al 31 de octubre de 1994 la artista fue invitada como representante del arte del mosaico moderno , a exponer sus pinturas y esculturas en el Museo Arqueológico de mosaicos de Istres en Marsella. Entre una docena de exposiciones de prestigio, debemos mencionar también la de pinturas y esculturas mosaicos en otro entorno histórico, la Imperial Casa de la Moneda de Estambul -en turco: Darphane-i Amire- del 16 de octubre al 3 de noviembre de 2002.
Entre otros, cuenta con tres obras en el Museo de Arqueología de Istres.

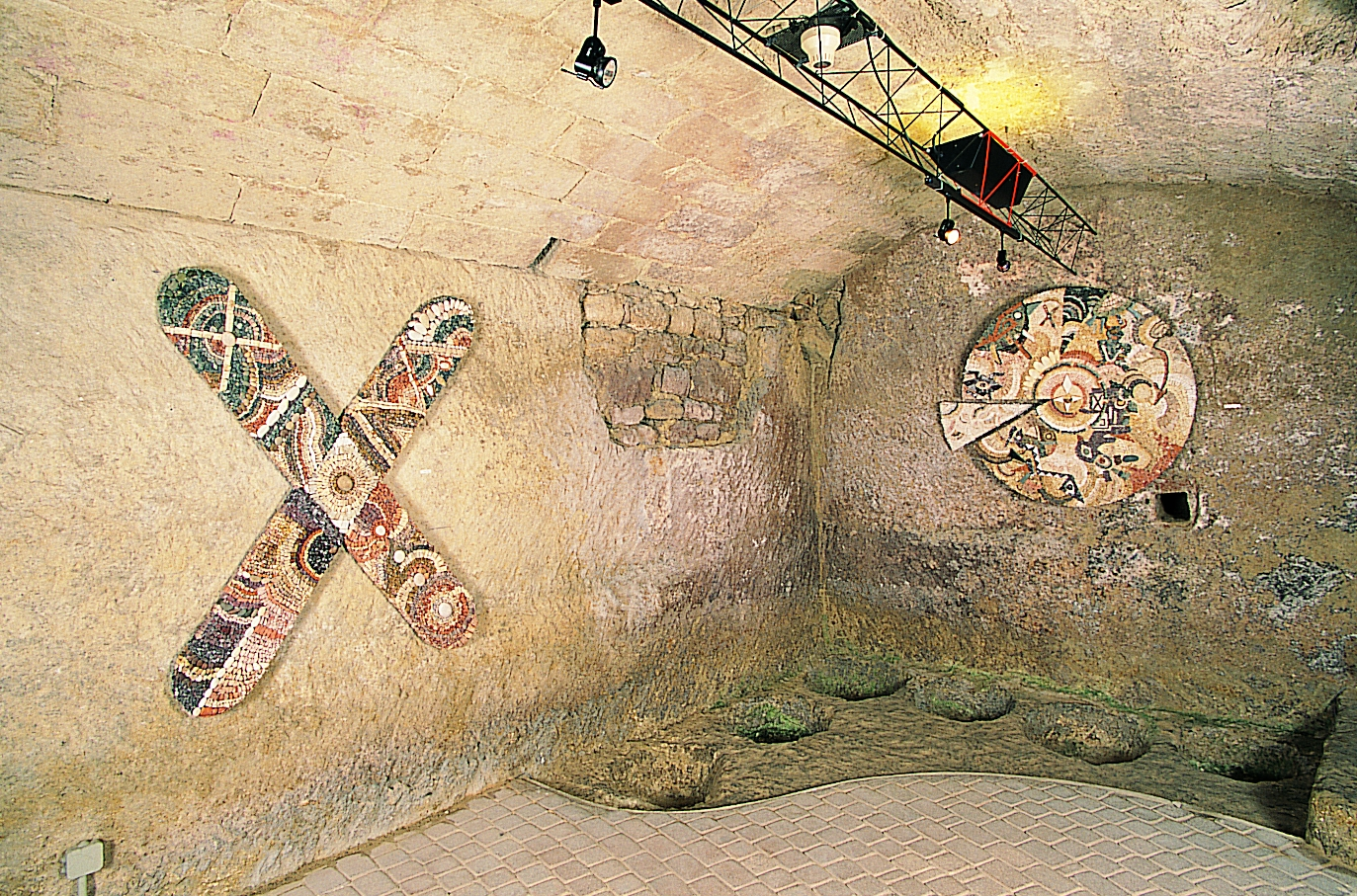
Obras de Hülya Vurnal İkizgül en el museo arqueológico de Istres
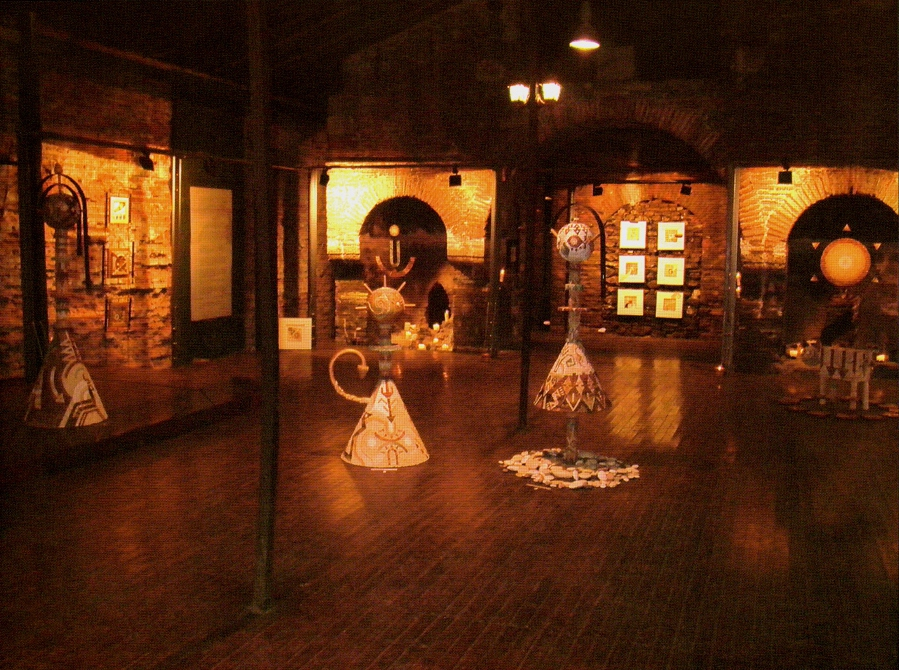
Exposición de estatuas mosaico en la Imperial Casa de la Moneda, Estambul